# Marvelman
Marvelman, appelé ensuite Miracleman, est un super-héros britannique créé en 1954 par Mick Anglo (en) pour l'éditeur L. Miller & Son (en) et publié depuis 2009 chez Marvel Comics. Conçu comme la version britannique du personnage américain Captain Marvel, Marvelman fait l'objet d'une série jusqu'en 1963. En 1982, le scénariste Alan Moore relance la publication selon un angle sombre et post-moderne. Par la suite, Neil Gaiman contribue à la série.